# Поль Клодель
Поль Клодель (фр. Paul Claudel; 6 серпня 1868, Вільнев-сюр-Фер, департамент Ена — 23 лютого 1955, Париж) — французький поет, драматург, есеїст, дипломат.

## Біографія
Молодший брат скульпторки Камілли Клодель, моделі і коханої Родена. 1886 року, на Різдвяній месі в соборі Паризької Богоматері, пережив релігійне откровення, 1890 року прийняв католицизм. Під час навчання в Інституті політичних досліджень почав писати вірші й увійшов до кола письменників, що гуртувалися навколо Стефана Малларме. По закінченні інституту планував зайнятись вивченням далекосхідних мов та все-таки вирішив піти на дипломатичну службу, на якій залишався до виходу на пенсію. 1894—1895 роки провів на дипломатичній роботі у США. З 1895 по 1909 рік працював у французьких представництвах в Китаї (Шанхай, Фучжоу, Пекін, Тяньцзінь). Певний час працював у Чехословаччині, Німеччині, Бразилії та Данії. У 1921—1927 роках працював у Японії, потім ще раз у США (1927—1933) і нарешті у Бельгії.
Клоделя зараховують до прихильників руху «Католицьке оновлення» (Renouveau catholique). Його високо цінували у католицьких колах особливо у 1920-1940-і роки. 1946 року Клоделя було обрано до Французької академії.
Незважаючи на часті переїзди й постійну роботу, не пов'язану з літературою, доробок Клоделя дуже великий. Клодель проягом багатьох років перші години свого робочого дня присвячував літературі. Його доробок складають поезії, філософські есе та п'єси. На творчість Клоделя великий вплив мала філософська концепція Анрі Бергсона.

## Визнання
Клодель був удостоєний Великого Хреста ордена Почесного легіону. У 1946 році його обрали членом Французької академії. Драма Клоделя «Жанна д'Арк на вогнищі» (1939) стала основою для ораторії А. Онеггера, фільм за нею зняв у 1954 Роберто Росселліні, в головній ролі — Інгрід Бергман. Даріус Мійо написав оперу «Христофор Колумб» на сюжет Клоделя. За п'єсою «Атласний черевичок» (1929) знятий фільм Маноель ді Олівейри (1985).

## Твори

### Драми
- Tête d'or (1890, перший варіант)
- La Jeune Fille Violaine (1892, перший варіант)
- La Ville (1893, перший варіант)
- L'Échange; Tête d'Or (1894, перший варіант)
- La Jeune Fille Violaine (1901, другий вариант)
- Le Repos du septième jour (1901)
- L'Otage (1911)
- L'Annonce faite à Marie (1912)
- L'Ours et la Lune (1917)
- Le Pain dur (1918)
- Les Choéphores d'Eschyle (1919)
- Le Père humilié (1920)
- Les Euménides d'Eschyle (1920)
- Protée (1920, перший варіант)
- Le Soulier de satin (1929)
- Le Livre de Christophe Colomb (1933)
- Jeanne d'Arc au bûcher (1939)
- La Sagesse ou la Parabole du destin (1939)
- L'Histoire de Tobie et de Sara (1942)
- Le Partage de midi (1948)
- Protée (1949, другий варіант)

### Вірші
- Connaissance de l'Est (1896)
- Poèmes de la Sexagésime (1905)
- Processionnal pour saluer le siècle nouveau (1907)
- Corona benignitatis anni dei (1915)
- La Messe là-bas (1919)
- Poèmes de guerre (1914—1916) (1922)
- Feuilles de saints (1925)
- Cent phrases pour éventails (1942)
- Visages radieux (1945)
- Accompagnements (1949)

### Есе
- Positions et propositions, tome I—II (1928, 1934)
- L'Oiseau noir dans le soleil levant (1929)
- Conversations dans le Loir-et-Cher (1935)
- Figures et paraboles (1936)
- Contacts et circonstances (1940)
- Seigneur, apprenez-nous à prier (1942)
- L'Œoeil écoute (1946)
- Emmaüs (1949)
- Une voix sur Israël (1950)
- L'Évangile d'Isaïe (1951)
- Paul Claudel interroge l'Apocalypse (1952)
- Paul Claudel interroge le Cantique des Cantiques (1954)
- Conversation sur Jean Racine (1956)
- Sous le signe du dragon (1957)
- Qui ne souffre pas… Réflexions sur le problème social (1958)
- Présence et prophétie (1958)
- La Rose et le rosaire (1959)
- Trois figures saintes pour le temps actuel (1959)

### Спогади, щоденники
- Mémoires improvisés. Quarante et un entretiens avec Jean Amrouche (1954)
- Journal. Tome I : 1904—1932 (1968)
- Journal. Tome II : 1933—1955 (1969)

### Листування
- Correspondance de Paul Claudel et André Gide (1899—1926) (1949)
- Correspondance de Paul Claudel et André Suarès (1904—1938) (1951)
- Correspondance de Paul Claudel avec Gabriel Frizeau et Francis Jammes (1897—1938) (1952)
- Correspondance Paul Claudel et Darius Milhaud (1912—1953) (1961)
- Correspondance de Paul Claudel et Aurélien Lugné-Poë (1910—1928) (1964)
- Correspondances avec Copeau, Dullin, Jouvet (1966)
- Correspondance de Jean-Louis Barrault et Paul Claudel (1974)
- Correspondance de Paul Claudel et Jacques Rivière (1907—1924) (1984)
- Lettres de Paul Claudel à Élisabeth Sainte-Marie Perrin et à Audrey Parr (1990)
- Correspondance diplomatique. Tokyo (1921—1927) (1995)
- Correspondance de Paul Claudel et Gaston Gallimard (1911—1954) (1995)
- Le Poète et la Bible, volume 1, 1910—1946 (1998)
- Le Poète et la Bible, volume 2, 1945—1955 (2002)
- Correspondance de Paul Claudel avec les ecclésiastiques de son temps. Volume I, Le sacrement du monde et l'intention de gloire (2005)
- Une amitié perdue et retrouvée: correspondance de Paul Claudel et Romain Rolland (2005)

## Українські переклади
Клоделя українською перекладали Михайло Драй-Хмара, Юрій Клен, Анатоль Перепадя, Михайло Москаленко, Ганна Малець, Юрій Косач.
Переклад книги «Атласний черевичок» був відзначений Премією Григорія Сковороди.
- Кльодель П. Благовіщення Марії. Переклад Віри Вовк. Сучасність, 1968.
- Клодель Поль. Атласний черевичок / Ганна Малець (пер.). — К. : Кайрос, 2007. — 408с. — ISBN 978-966-96652-3-2.